# Crematogaster clariventris
Crematogaster clariventris är en myrart som beskrevs av Mayr 1895. Crematogaster clariventris ingår i släktet Crematogaster och familjen myror.

## Underarter
Arten delas in i följande underarter:
- C. c. biimpressa
- C. c. clariventris